# Synonycha
Genre
Synonycha est un genre d'insectes coléoptères de la famille des coccinelles.

## Systématique
Le genre Synonycha a été créé en 1837 par l'entomologiste français Auguste Chevrolat (1799-1884).

## Liste d'espèces
Selon BioLib (13 mars 2022), ITIS (13 mars 2022) et NCBI (13 mars 2022) :
- Synonycha grandis (Thunberg, 1781)